# 重案組 (香港)
警區重案組（英語：District Crime Squad，縮寫：DCS）及總區重案組（英語：Regional Crime Unit，縮寫：RCU），負責處理區內謀殺、打鬥等重大刑事案件。若事態發展到警區重案組無法處理，則會交由總區重案組接手進行。

## 裝備
- P250
- 警棍
- GLOCK17 （少量探員專用）

## 逸闻
西九龙總区重案组因频繁出现在影视作品中而令不少观众印象深刻，甚至《港囧》都拿此事来作为一个笑点。